# Joseph-David Déziel
Pour les articles homonymes, voir Déziel.
Mgr Joseph-David Déziel (1806-1882) est un prêtre canadien, fondateur et « grand bâtisseur » de la Ville de Lévis.

## Biographie
Né à Maskinongé, le 21 mai 1806, Joseph-David était le fils de Gabriel Déziel et de Marie Champoux. Il fit son entrée au séminaire de Montréal en 1819 et il fut ordonné prêtre le 5 septembre 1830, dans l'église de Saint-Jean-Baptiste de Nicolet, par Mgr Joseph Signay. Il sera nommé vicaire à la Rivière-du-Loup dans le comté de Maskinongé (ne pas confondre avec la ville du Bas-Saint-Laurent) en 1831, à Gentilly en 1832, à Maskinongé en 1835, nommé vicaire et curé de Saint-Patrice-de-la-Rivière-du-Loup dans le Bas-Saint-Laurent en 1835, curé de Saint-Pierre-les-Becquets en 1837 ; curé de Saint-Joseph-de-la-Pointe-Lévis de 1843 à 1853 ; et premier curé de Notre-Dame-de-la-Victoire de Lévis de 1851 jusqu'à sa mort survenue le 25 juin 1882.

## La contribution du curé Déziel
Le curé Déziel a contribué à jeter les bases institutionnelles catholiques à Lévis. La nouvelle ville fut fondée officiellement le 18 mai 1861, à la suite du détachement d'une partie de la municipalité de Notre-Dame-de-la-Victoire et de Saint-Joseph-de-la-Pointe-de-Lévy. 
La ville a été fondée par l'instauration de la charte d'incorporation qui fut officialisée en cette date. La création de la ville s'est effectuée après plusieurs négociations et ententes. En particulier entre le curé (futur monseigneur) Déziel de la paroisse Notre-Dame-de-la-Victoire, ainsi que le révérend Duncan Anderson (1828-1903), ministre de l'église presbytérienne St. Andrew. On doit la fondation de la ville à un ensemble d'individus provenant des milieux des affaires et du commerce avec l'appui des élites religieuses catholique et protestante. Cependant le mérite de la contribution du curé Déziel lui revient à titre de fondateur. 
La dénomination municipale de Lévis est un rappel du comté de Lévis constitué en 1853, qui lui-même fait référence à Pointe Lévy, un lieu nommé par Samuel de Champlain en 1629. Le premier maire élu est M. Louis Carrier qui sera en poste à la mairie de Lévis de 1861 à 1870. Le 6 août 1861, le premier conseil de ville siégea dans le premier hôtel de ville qui était situé au 4, rue Wolfe.

## Fondateur des premières institutions d'enseignement de Lévis
La ville de Lévis lui doit, en effet, l'église Notre-Dame (1850), le Collège de Lévis (1853) et le couvent de Lévis (nommé présentement l'École Marcelle-Mallet) (1858) ; sans mentionner toutes les autres œuvres qu'il a si habilement dirigées. En 1865, il fit un voyage en Europe, dans l'intérêt de sa santé, et ne reprit l'administration de sa paroisse que l'année suivante. En 1875, il lance le projet d'un hospice-orphelinat dont la construction commence en 1877, grâce au concours et à la générosité de L'Hon. George Couture et de son frère Louis-Édouard (commerçants de la côte du Passage). L'Hospice Saint-Joseph-de-la-Délivrance sera dirigé par les Sœurs de la charité de Québec et il sera ouvert en 1879. Il accueillera, dès sa deuxième année d'activité, de nombreux vieillards et pas moins de trois cents orphelins.

## Une grande rue en son honneur en 1863
Le 31 août 1863, une partie du tracé du chemin royal de la municipalité de Saint-Joseph-de-Lévis (secteur Lauzon) est devenue la rue Saint-Joseph en son honneur pour ses dix années à titre de curé de la paroisse du même nom.

## Fondateur de la paroisse Saint-David-de-l'Auberivière en 1875
En 1875, le curé Déziel fit une demande pour diviser une partie de sa paroisse pour fonder la paroisse voisine de Saint-David-de-l'Auberivière. Le 21 août 1875, c'est la date du décret d'érection canonique. Elle deviendra une municipalité de paroisse en 1876 et une ville quelques années plus tard. Le 21 août 1876, c'est l'érection canonique de la paroisse Saint-David-de-l'Aube-Rivière par détachement de celle de Notre-Dame-des-Victoires. Le 13 novembre 1876, l'abbé Joseph-David Déziel (1806-1882), curé de Notre-Dame-de-la-Victoire (1851-1882) fonde cette nouvelle paroisse. La dénomination Saint-David fut choisie en son honneur. Quant à la seconde partie de la dénomination, elle fut choisie en l'honneur de monseigneur François-Louis de Pourroy de Lauberivière (1711-1740), cinquième évêque de Québec en 1739. Le plus jeune des évêques de Québec et celui dont l'épiscopat a été le plus bref. Il mourut tragiquement dû à une fièvre contractée sur le bateau, lors de la traversée de l'Atlantique en juin 1740. La ville de Saint-David-de-l'Auberivière sera annexée à la Ville de Lévis en 1990.

## Haute distinction honorifique de la part du pape Léon XIII en 1880
Le 28 mars 1880, le curé Déziel sera nommé camérier secret (prélat) surnuméraire par le pape Léon XIII. Il s'agit d'un titre honorifique qui permet de l'appeler « monseigneur ».

## Décès deMgrDéziel en 1882
À la suite d'une longue maladie, Monseigneur Déziel est décédé dans son presbytère le 25 juin 1882. Il avait 76 ans. 

## Inauguration du premier monument au Canada en l'honneur deMgrDéziel

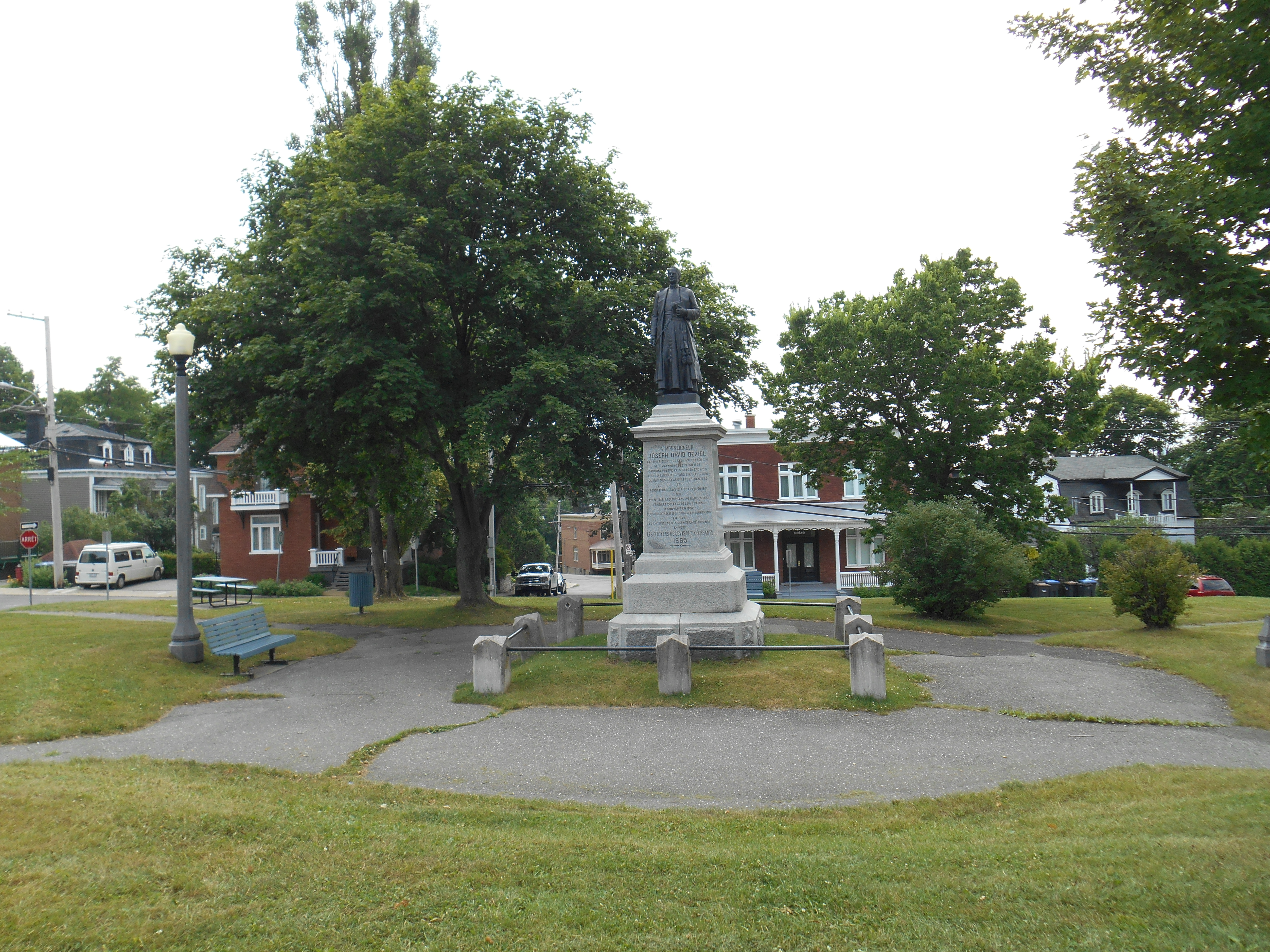
Monument Monseigneur-Deziel dans le Vieux-Lévis.

En 1885, trois ans seulement après le décès de Mgr Déziel, son successeur le curé Antoine Gauvreau et un comité de paroissiens menaient à bien le projet d'ériger une statue de bronze à celui que tous considéraient comme le fondateur de Lévis. Cette statue sera la première du Canada. Elle fut sculptée par Louis-Philippe Hébert et la statue fut coulée dans le bronze par la compagnie Carrier & Lainé de Lévis. Le monument fut inauguré le 27 septembre 1885 dans le parc de la rue Guénette situé devant l'église Notre-Dame. Lors de l'inauguration, la statue était placée en direction ouest, mais elle fut inversée en 1929 pour faire face à l'église afin que les gens puissent l'admirer en circulant sur la rue Guénette.

## Archives
Le fonds d'archives de Joseph-David Déziel est conservé au centre d'archives de Trois-Rivières de Bibliothèque et Archives nationales du Québec.